# Stowarzyszenie Artystów Polskich „Rytm”
Stowarzyszenie Artystów Polskich „Rytm” – jedno z głównych ugrupowań sztuki polskiej dwudziestolecia międzywojennego, ściśle związane z Warszawą. Przyjmuje się, że powstało w 1922, ale istnieje też twierdzenie, że miało to miejsce pod koniec 1921, w efekcie spotkania Henryka Kuny, Eugeniusza Zaka i Wacława Borowskiego, trójki dawnych przyjaciół, którzy w niepodległej Polsce odnowili nawiązaną przed laty w Paryżu przyjaźń.

## Historia i profil
Stowarzyszenie zostało stworzone przez grupę artystów wywodzących się z krakowskiej Akademii Sztuk Pięknych, których część wspólnie dzieliła artystyczny emigracyjny los w Paryżu, współtworząc tam kolonię artystów na Montparnasse. Członków „Rytmu” zbliżały też zapatrywania polityczne. Wielu spośród nich było związanych z środowiskiem piłsudczyków. 
Ugrupowanie – działające nieformalnie niemal przez cały okres istnienia –  nie miało ściśle określonego programu artystycznego. Powstało, żeby promować nowe formy sztuki, jednakże te będące poza nurtem awangardy. Plasowało się w centrum polskiej sceny artystycznej – pomiędzy konserwatywnym środowiskiem Towarzystwa Zachęty Sztuk Pięknych, a awangardowymi grupami konstruktywistów. Członkowie „Rytmu”, będąc umiarkowanymi w swych poglądach, starali się godzić tradycję z nowoczesnością. Charakterystyczną cechą ich twórczości było nawiązywanie do tradycji sztuki ludowej, zwłaszcza Podhala. Za najbardziej typowych przedstawicieli ruchu uważani są: Władysław Skoczylas, Zofia Stryjeńska i Eugeniusz Zak. „Rytm”, licznie i aktywnie reprezentowany, zrzeszał wiele indywidualności, toteż jego program nie wykształcił rygorystycznych sformułowań. Był raczej płaszczyzną spotkań różnych twórców, których wspólną cechą było uprawianie sztuki dekoratywnej, często o charakterze użytkowym, powiązanej z działalnością Spółdzielni „Ład”.
Uprawiano szereg  technik: malarstwo, rzeźbę, drzeworyt (który został przywrócony do łask przez artystów z „Rytmu”), grafikę ilustracyjną, tkaninę, meblarstwo, małe formy architektoniczne. Prace charakteryzowały stylizacyjne uproszczenia bryły, ostre krawędzie stycznych płaszczyzn, stosowanie geometrycznych form w motywach, a podstawą kompozycji był rytm. Członkowie stowarzyszenia projektowali także znaczki pocztowe, banknoty oraz plakaty rządowych kampanii społecznych, licznie uczestniczyli również w projekcie zdobienia współczesną polichromią kamienic na Rynku Starego Miasta w Warszawie w 1928.
Ugrupowanie „Rytm” miało wpływ na powstanie dekoracyjnego stylu w okresie dwudziestolecia międzywojennego. Uzyskało oficjalne wsparcie Rządu Polskiego w zakresie reprezentowania i propagowania sztuki polskiej za granicą. Szczytowe osiągnięcia artystyczne stowarzyszenia przypadły na rok 1925. O skali działalności i poziomie artystycznym jego twórczości może świadczyć fakt, że na Międzynarodowej Wystawie Sztuki Dekoracyjnej w Paryżu w 1925 członkowie „Rytmu” otrzymali wspólnie 172 nagrody. Na forum światowym polscy artyści zdobyli w tymże roku 35. Grand Prix i 70 złotych medali, w czym duży udział mieli twórcy z „Rytmu”. W 1930 dokonano formalnej rejestracji stowarzyszenia. Dwa lata później odbyła się ostatnia wystawa „Rytmu” i dobiegła końca jego działalność.

## Członkowie „Rytmu”
- Maja Berezowska
- Wacław Borowski
- Tadeusz Breyer
- Antoni Buszek
- Leopold Gottlieb
- Tadeusz Gronowski
- Stanisław Horno-Popławski
- Wacław Husarski
- Zygmunt Kamiński
- Felicjan Szczęsny Kowarski
- Roman Kramsztyk
- Henryk Kuna
- Rafał Malczewski
- Tymon Niesiołowski
- Stanisław Noakowski
- Irena Pokrzywnicka-Borowska
- Tadeusz Pruszkowski
- Władysław Roguski
- Stanisław Rzecki
- Władysław Skoczylas
- Ludomir Sleńdziński
- Zofia Stryjeńska
- Zofia Trzcińska-Kamińska
- Romuald Kamil Witkowski
- Edward Wittig
- Eugeniusz Zak
- Jerzy Zaruba